# 2011 في إسبانيا
فيما يلي قوائم الأحداث التي وقعت خلال عام 2011 في إسبانيا.

## سياسة

### تعيين في المنصب
- 1 يوليو – كارلس بوتشدمون عمدة غيرونا.
- 20 نوفمبر – مارتا دومينغيث عضو مجلس الشيوخ الإسباني  [لغات أخرى]‏.
- 29 نوفمبر – مريم بلاسكو عضو مجلس النواب الإسباني  [لغات أخرى]‏.
- 1 ديسمبر – كارمي تشاكون عضو مجلس النواب الإسباني  [لغات أخرى]‏.
- 1 ديسمبر – ماريانو راخوي عضو مجلس النواب الإسباني  [لغات أخرى]‏،رئيس وزراء إسبانيا.
- 5 ديسمبر – ألفريدو بيريث روبالكابا عضو مجلس النواب الإسباني  [لغات أخرى]‏.
- 21 ديسمبر – ألفونسو داستيس Permanent Representative of Spain to the European Union [الإنجليزية]‏.

### انتهاء فترة المنصب
- 27 سبتمبر – خوسيه لويس ثباتيرو عضو مجلس النواب الإسباني  [لغات أخرى]‏،رئيس وزراء إسبانيا.
- 27 سبتمبر – كارمي تشاكون عضو مجلس النواب الإسباني  [لغات أخرى]‏،وزير الدفاع.
- 27 سبتمبر – مانويل فراغا عضو مجلس الشيوخ الإسباني  [لغات أخرى]‏.
- 27 سبتمبر – ميغيل أنخيل موراتينوس عضو مجلس النواب الإسباني  [لغات أخرى]‏.
- 13 ديسمبر – ألفريدو بيريث روبالكابا عضو مجلس النواب الإسباني  [لغات أخرى]‏.
- 13 ديسمبر – ماريانو راخوي عضو مجلس النواب الإسباني  [لغات أخرى]‏،Leader of the Opposition (Spain) [الإنجليزية]‏.

## رياضة
- 1 يناير – جائزة كتالونيا الكبرى للدراجات النارية 2011
- 1 يناير – فولتا كاتالونيا 2011
- 30 يوليو – طواف سان سيباستيان 2011 الفائز فيليب جيلبير.

## أفلام
من الأفلام التي صدرت هذه السنة في إسبانيا:
- 1 يناير – منتصف الليل في باريس من إخراج وودي آلن.
- 19 مايو – الجلد الذي أعيش فيه من إخراج بيدرو ألمودوبار.
- 1 نوفمبر – 11-11-11 من إخراج دارن لين بوسمان.

## برامج ومسلسلات وأنمي
- دكتور مارتن
- هوسبيتال سنترال

## مواليد

### سبتمبر
- 27 سبتمبر – جيورجي باغراتيوني

## وفيات

### فبراير
- 27 فبراير – أمبارو مونيوز (مواليد 1954)

### مايو
- 7 مايو – سيفي بايستيروس (مواليد 1957)
- 23 مايو – كزافييه توندو (مواليد 1978) درّاج طريق إسباني.

### يونيو
- 7 يونيو – جورج سمبران (مواليد 1923) كاتب إسباني.
- 25 يونيو – آنا ماريا ماتوته (مواليد 1925) كاتبة إسبانية.

### يوليو
- 9 يوليو – خوسيه كوستاس غوال (مواليد 1918) عالم فلك إسباني.
- 17 يوليو – خوان ماريا بوردابيري (مواليد 1928) سياسي أوروغواياني.

### سبتمبر
- 15 سبتمبر – خوسيه رودريغيز (مواليد 1915)
- 25 سبتمبر – خوان رامون ثراغوثا (مواليد 1938)
- 27 سبتمبر – خيسوس ماريا بيريدا (مواليد 1938)